# Ivan Bella
Ivan Bella (Brezno, 25 maggio 1964) è un cosmonauta slovacco.
Bella si diplomò all'Università dell'aviazione militare, nel 1983 ottenne la licenza di volo ed è stato pilota di MiG-21 e Su22. È sposato ed ha due figli. È stato il primo slovacco ad andare nello spazio.
Il 23 marzo 1998 si è trasferito in Russia per seguire l'addestramento dei cosmonauti ed è stato selezionato nell'agosto dello stesso anno. Il 20 febbraio 1999 è partito dal cosmodromo di Baikonur verso la stazione spaziale russa Mir con la missione Sojuz TM-29 ed è rientrato dopo 7 giorni, 21 ore e 56 minuti con la Sojuz TM-28.